# Střelická bažinka
Střelická bažinka je přírodní památka jihozápadně od obce Střelice v okrese Brno-venkov. Důvodem ochrany je slatinná louka s typickými společenstvy.